# Ахмат-Хужа, Асхаль
Асхаль Ахмат-Хужа (баш. Әсхәл Әхмәт-Хужа, настоящее имя Асхаль Абуталипович Ахметкужин, Әхмәтҡужин Әсхәл Әбүталип улы; 24 июня 1942, Амангильде, Абзелиловский район — 8 ноября 2018, Аскарово) — башкирский поэт и переводчик. Заслуженный работник культуры Российской Федерации (2002).

## Биография
Окончил Стерлитамакский педагогический институт. С 1965 года работал в редакции журнала «Агидель», в аппарате Союза писателей. Окончил Высшие литературные курсы в Москве.
Асхаль Ахмат-Хужа начал активно писать в начале 1960-х годов. В 1958 году написал первые стихи «День радости». Первый сборник стихов молодого поэта «Всадник» был издан в 1968 году. Книги «Скачки» (1973), «Клич» (1980), «Арена» (1992).
Перевёл на башкирский язык произведения поэтов Ш. Руставели, Э. Межелайтиса, Р. Гамзатова, Д. Кугультинова (сборник «Жемчужины», 1982).
Асхаль Ахмет-Хужа пишет и для детей, являясь автором детских книг «Ягнёнок», «Пеструшка-коровушка», «Азамат и зайчонок», «Детский сад», «Цветник».
Автор более 30 поэтических сборников и переводов.

## Награды и признание
- орден Дружбы народов
- медаль «Ветеран труда»
- Заслуженный работник культуры Российской Федерации (27 ноября 2002 года) — за заслуги в области культуры и многолетнюю плодотворную работу[3]
- Республиканская премия имени Г. Саляма
- Белебеевская межрегиональная премия имени Фатиха Карима
- Премия имени Кима Ахметьянова Абзелиловского района Башкортостана
- Премия имени Ишмухамета Мурзакаева-Балапанова Абзелиловского района Башкортостана